# Сан Ђулијано Нуово (Алесандрија)
Сан Ђулијано Нуово је насеље у Италији у округу Алесандрија, региону Пијемонт.
Према процени из 2011. у насељу је живело 588 становника. Насеље се налази на надморској висини од 104 м.